# Gaveau

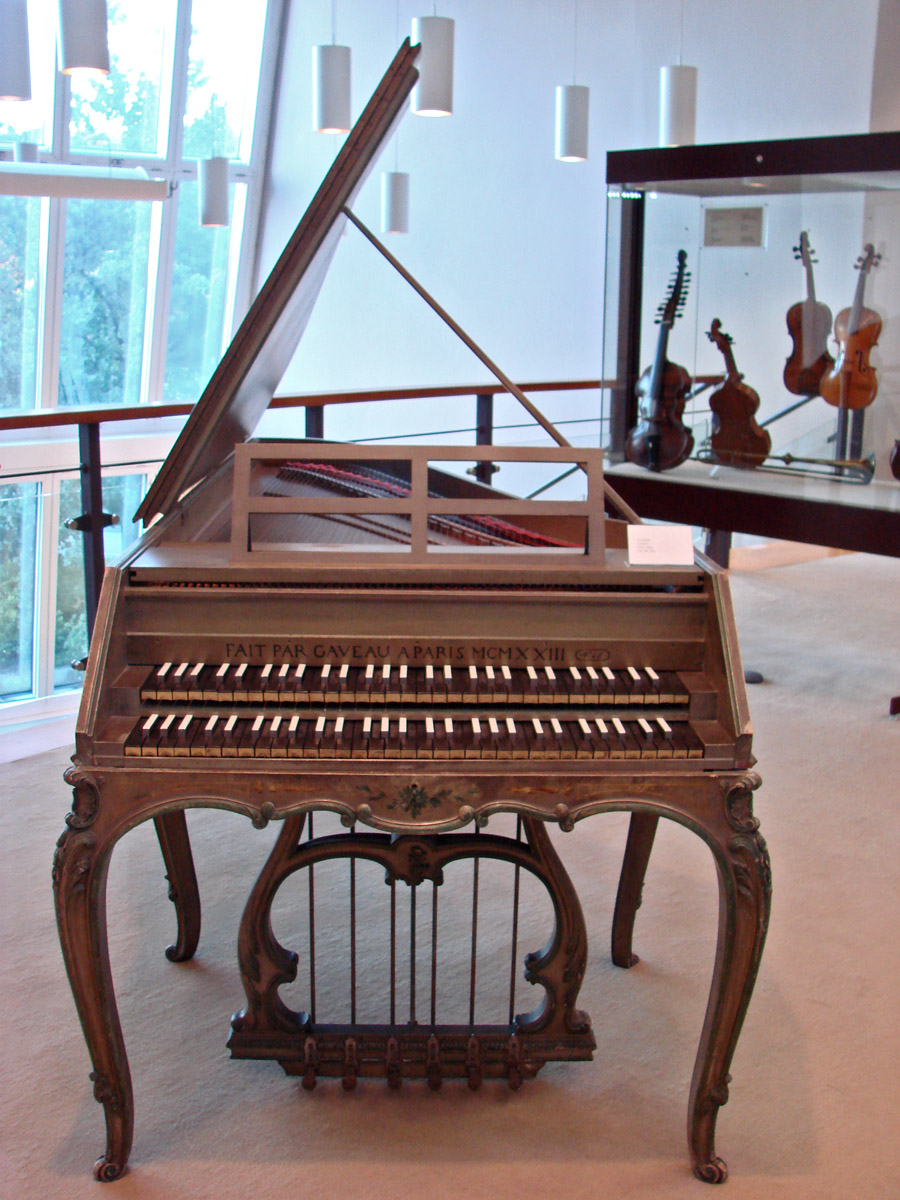
Cravo de Gaveau, 1923

Gaveau de Paris era um fabricante francês de pianos. A empresa foi fundada por Joseph Gabriel Gaveau em 1847, em Paris, e foi um dos três maiores fabricantes de pianos de França (depois de Érard e Pleyel ). A sua fábrica localizava-se em Fontenay-sous-Bois.
Alguns pianos Gaveau tinham caixas de ressonância artisticamente ornamentadas. Muitos modelos de pianos estavam equipados com sistemas pneumáticos (Odeola, Ampico e Welte).
Em 1960, a Gaveau fundiu-se com a Érard. De 1971 a 1994, os pianos Gaveau foram fabricados pela Wilhelm Schimmel, uma empresa que fabricava pianofortes. A marca é atualmente propriedade da Manufacture Française de Pianos, a mesma empresa que detém as marcas Pleyel e érard. Atualmente, a Manufacture Française de Pianos ainda fabrica alguns modelos com a marca Gaveau.

## Competição familiar
Joseph Gabriel Gaveau teve seis filhos, alguns dos quais se dedicaram também à construção de pianos.
Gabriel Gaveau começou a trabalhar no fabrico e pianos em 1911 e fez alguns pianos com pedal ou sistema Duo-Art. Em 1919, estava na Av. Malakoff, 75016, atualmente parte da Av. Raymond Poincaré, perto do Trocadéro. A sua fábrica foi requisitada pelos alemães em 1939.
Também em 1911, Augustin Gaveau criou uma empresa de fabrico de pianos verticais, com um estilo próprio.
Na sua autobiografia, My Young Years, Arthur Rubinstein conta que foi contratado para tocar pianos Gaveau em concerto e descreve a sua "resposta rígida e indiferente" e a sua "frieza de tom".
Artistas como Camille Saint-Saëns e Alfred Cortot gostaram de tocar nos seus pianos Gaveau, em interpretações de compositores como Chopin, Debussy e Satie.

## Salle Gaveau

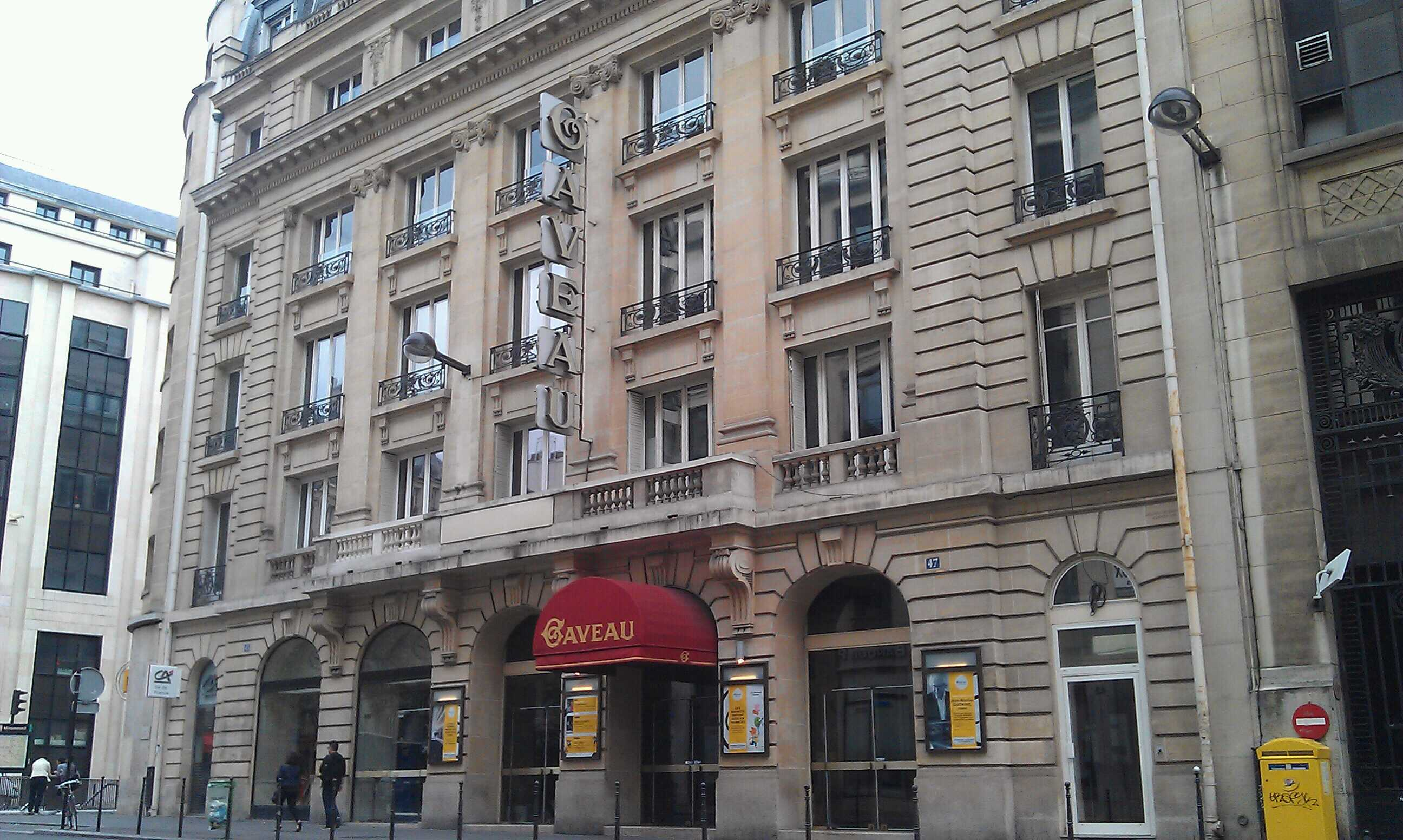
Salle Gaveau

O arquiteto Jacques Hermant construíu para Gaveau, em 1906, um grande edifício, onde se situava a sede do fabricante de pianos e uma sala de concertos com 1020 lugares, denominada Salle Gaveau. A sala de concertos, localizada na Rue la Boétie, 45, no 8.º bairro de Paris, continua a funcionar, sobretudo para concertos de música clássica e jazz. No mesmo edifício, existe também um salão menor, a Salle Rostropovitch, que pode acomodar cerca de 250 pessoas sentadas ou 800 em pé.